# 아스가르드
아스가르드(고대 노르드어: Ásgarðr→에시르의 울타리)는 노르드 신화에서 에시르 신족이 사는 곳이다. 스바딜파리의 주인인 흐림투르가 짓다가 만 불완전한 방벽으로 둘러싸여 있다. 오딘이 아스가르드의 지배자이다.

## 같이 보기
- 올림포스산